# Stenhammar (släkt)
För andra betydelser, se Stenhammar.
Stenhammar är en svensk släkt som enligt tradition inom släkten härstammar från gården Hamra i Stens socken, numera Västra Stenby socken, idag i Motala kommun, Östergötland.
Barn till mönsterskrivaren Nils Persson (1623–1675), bosatt  på Norrsten i Sten, senare i Vinnerstad, antog efternamnet. Nils Perssons gravsten anger också efternamnet Stenhammar, men det är oklart om han själv använde det. Från Nils Perssons sonsons son, prosten Adolf Stenhammar (1727–1798) , härstammar de i släktträdet upptagna personerna.

## Släktträd (urval)
- Adolf Stenhammar (1727–1798), prost
  - Matthias Stenhammar (1766–1845), kyrkoherde, psalmförfattare, översättare och riksdagsman
    - Mathilda Lönnberg (1837–1907), författare, gift med
    - + Carl Lönnberg (1828–1905), lantbrukare och politiker
      - Einar Lönnberg (1865–1942), zoolog

  - Johan Stenhammar (1769–1799), skald, medlem av Svenska Akademien
  - Carl Stenhammar (1782–1827), naturforskare och författare
  - Christian Stenhammar (1783–1866), präst, naturforskare och politiker
    - Per Ulrik Stenhammar (1829–1875), arkitekt och tonsättare, gift med
    - + Louise Rudenschöld (1828–1902), konstnär
      - Ernst Stenhammar (1859–1927), arkitekt, gift med
      - + Anna Flygare-Stenhammar (1880–1968), skådespelare
        - Ulf Stenhammar (1914–2005), arkitekt, gift med Ester Roeck-Hansen, skådespelare

      - Wilhelm Stenhammar (1871–1927), tonsättare, pianist och dirigent, gift med
      - + Helga Stenhammar (1874–1957), tecknare och akvarellmålare
        - Claes Göran Stenhammar (1897–1968), sångare, sångpedagog, professors namn
        - Hillevi Stenhammar (1899–1985), vissångerska, revyartist
        - Ove Stenhammar (1901–1983), företagsledare
          - Carl Wilhelm Stenhammar (född 1935), rotarian

    - Fredrik Stenhammar (1834–1884), sångare och tulltjänsteman, gift med
    - + Fredrika Stenhammar (1836–1880), sångerska
      - Elsa Stenhammar (1866–1960), sångerska, organist och körledare

    - Evald Stenhammar (1836–1910), präst 
      - Kerstin Stenhammar-Nordlander (1883–1963), målare, tecknare och författare

  - Jacob Axel Stenhammar (1788–1826), boktryckare
    - Per Axel Stenhammar (1815–1853), lantbrukare
      - Maths Stenhammar (1850–1900), godsägare
        - Waldemar Stenhammar (1877–1940), officer, militärhistorisk författare
        - Arne Stenhammar (1886–1974), major
          - Olof Stenhammar (född 1941), finansman

### Personer som inte har kunnat placeras i släktträdet
- Bo Stenhammar (1939–2025), enreprenör inom konset- och musikbranscen
- Pär Stenhammar (född 1987), sångare